# Hückeswagen
Hückeswagen é uma cidade da Alemanha, localizada no distrito de Oberbergischer Kreis, Renânia do Norte-Vestfália.